# Typenhebelschreibmaschine
Die Typenhebelschreibmaschine ist eine Schreibmaschine, deren Typen auf einzelnen Hebeln angebracht sind. Die Konstruktion wurde nach ihrer Vervollkommnung durch Franz Xaver Wagner ab 1893 zur meist genutzten Bauart. Weitere Entwicklungen betrafen im Wesentlichen nur eine verbesserte Mechanik für die Bewegung der Typenhebel und die elektromotorische Unterstützung der Handbedienung. Abgelöst wurde die Typenhebelschreibmaschine von Modellen, die anstelle einzelner Typenhebel einen kompakten Typenträger hatten, einen Kugelkopf oder ein Typenrad, auf dem alle Typen gemeinsam untergebracht waren.

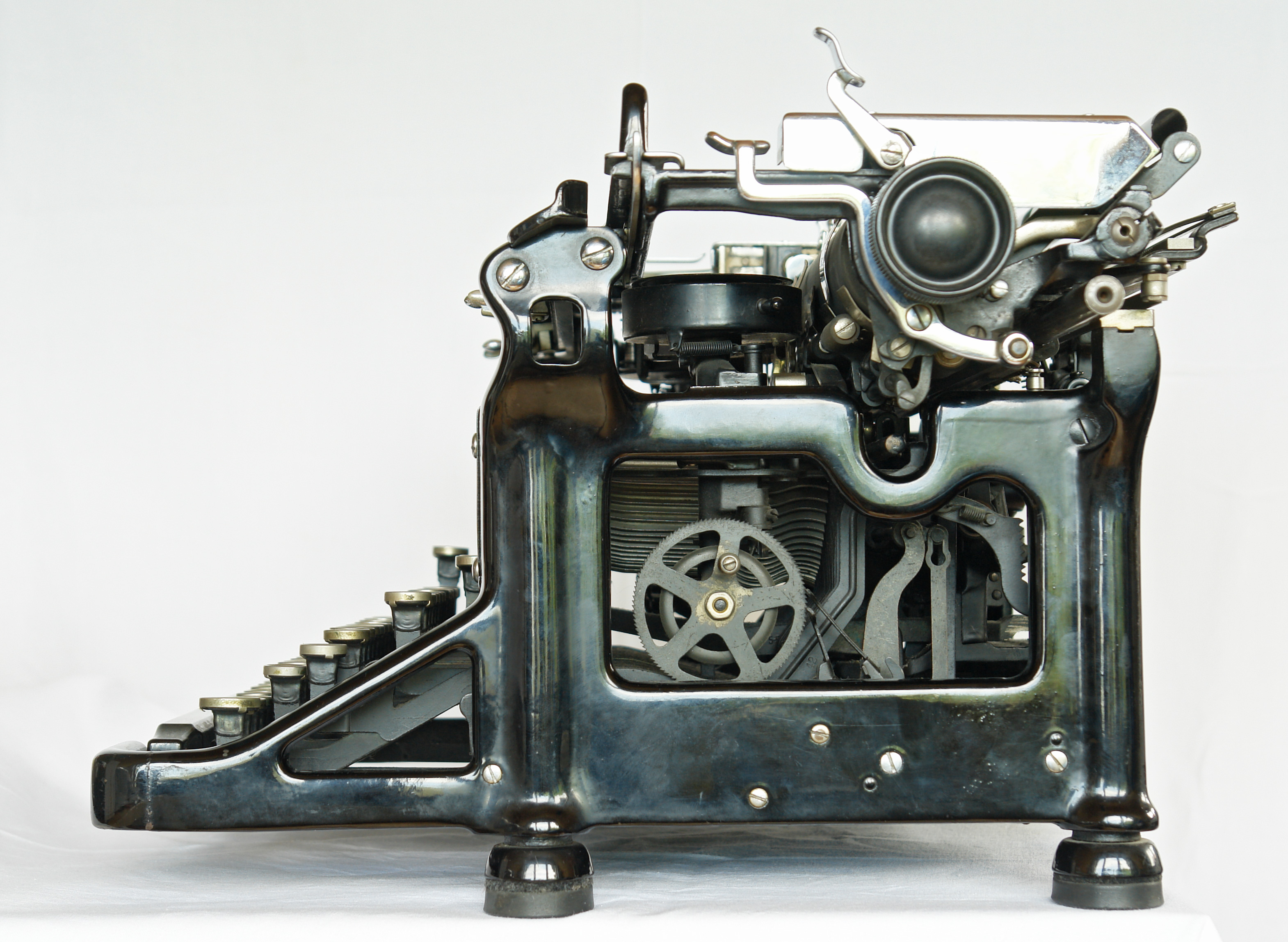
Mechanische Typenhebelschreibmaschine von Underwood in Seitenansicht:
links: Schreibtasten; hinter und über großem Zahnrad: Typenhebel; oben: Schreibwalze; vor der Schreibwalze: Farbband in zylindrischem Gehäuse

## Typenhebelgetriebe

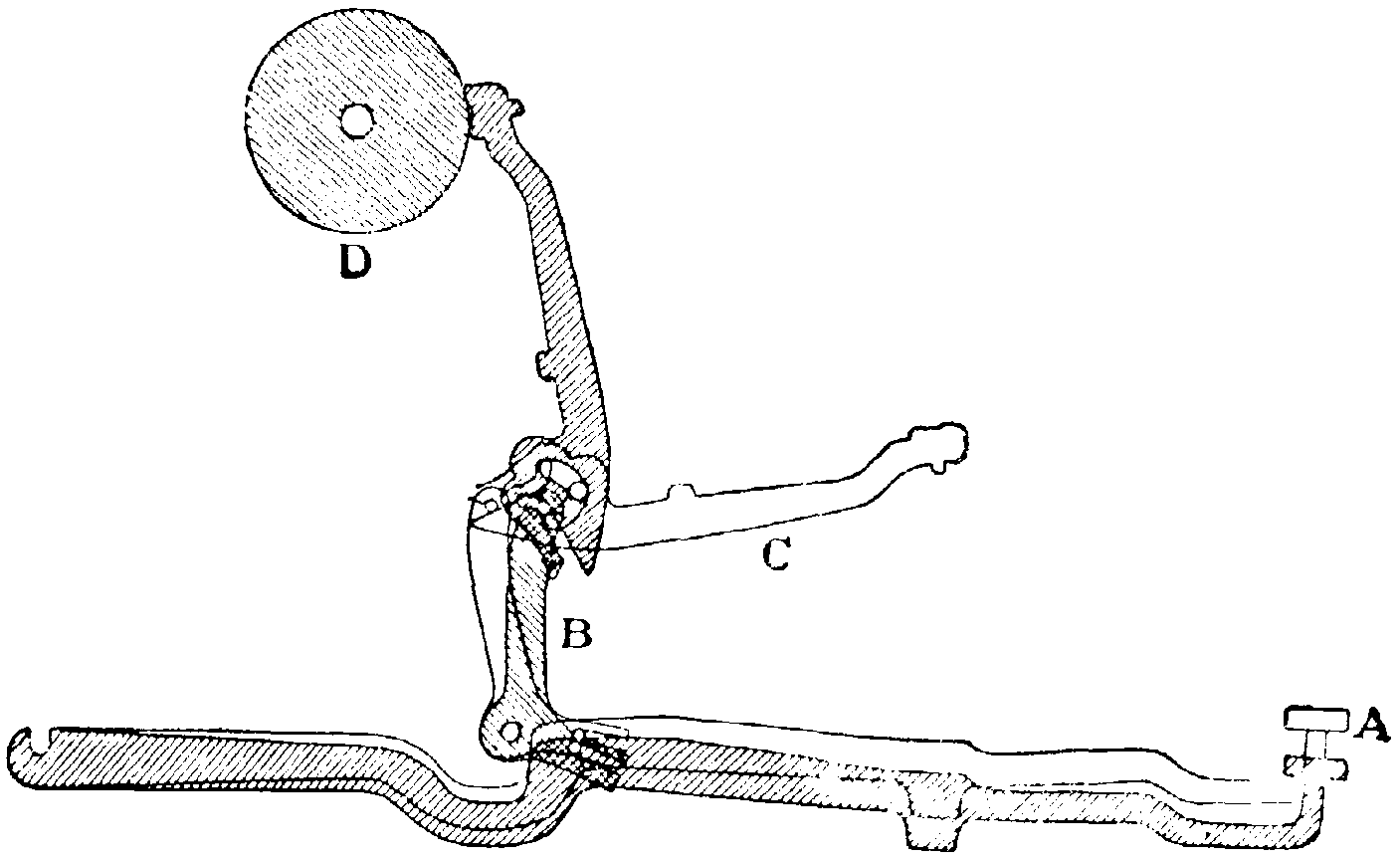
Mechanismus (Wagnergetriebe) einer Typenhebelschreibmaschine
A: Tastenhebel, B: Zwischenhebel, C: Typenhebel, D: Walze
Alle Hebel sind im Maschinengestell drehbar gelagert (Verbindung der Hebel untereinander mit Dreh-Schiebe-Gelenk (Stift in Gabel)).
Ruhelage: hell gezeichnete Hebel;
Typenanschlag: schraffiert gezeichnete Hebel

Kennzeichen einer Typenhebelmaschine sind die einzeln auf Hebeln angebrachten Typen. Sie unterscheidet sich dadurch von  anderen, vor allem später konstruierten Schreibmaschinen, mit einem Typenträger, auf dem alle Typen gemeinsam angeordnet sind (Typenwalze, Kugelkopf, Typenrad). Für jeden Typenträger existiert ein eigenes Typenhebelgetriebe, mit dem er durch Niederdrücken bzw. Anschlagen der zugehörenden Schreibtaste auf das auf einer Walze liegende Papier geschlagen wird.
Der Erfolg der Typenhebelschreibmaschine beruhte unter anderem auf dem Ersatz älterer Typenhebelmechanismen durch das Wagnergetriebe. Wagner hatte die Übertragung zwischen dem Tasten- und dem Typenhebel durch Zusatz eines Zwischenhebels verbessert. Die im Maschinengestell auf- und abschwingend gelagerten drei Hebel bilden zwei gekoppelte dreigliedrige Getriebe: 1. Getriebe mit den Gliedern Tasten-, Zwischenhebel und Gestell; 2. Getriebe mit den Gliedern Zwischen-, Typenhebel und Segment (Bauteil zur Lagerung der Typenhebel). Jeder Hebel ist über ein Doppelgelenk (Stift in Gabel, der sich darin sowohl dreht als auch verschiebt) mit dem folgenden verbunden.
1907 brachte die Royal Typewriter Company in New Jersey die Schreibmaschine Royal 1 auf den Markt, die ein verbessertes Wagnergetriebe enthielt. Der Erfinder Edward B. Hess ersetzte die Doppelgelenke durch  Koppelglieder mit je zwei Drehgelenken, wodurch ein sechsgliedriges Getriebe mit ausschließlich Drehgelenken entstand. Die Koppelglieder waren relativ starre Drahtstücke, weshalb sich der Name Zugdrahtgetriebe (sonst auch Hess-Antrieb oder Royal-Getriebe) einbürgerte. Mit diesem auch in der Geometrie veränderten Typenhebelgetriebe wurde eine hohe Anschlaggeschwindigkeit des Typenhebels bei gleichzeitig ergonomischerer Tastenbewegung erreicht (anfänglich geringe, später höhere Tastenkraft). Es wurde später von allen Herstellern von Typenhebelschreibmaschinen übernommen und beibehalten.
Da die Typenhebel alle an der gleichen Stelle in der Mitte der Maschine anschlagen müssen, erfand schon Franz Xaver Wagner das sogenannte Typenhebel-Segment. Die Lagerstellen der Typenhebel im Gestell sind in einem vertikalen Halbkreis, in dessen Mitte sich die Anschlagstelle befindet, angeordnet. Dadurch sind alle Typenhebel gleich lang und stellen gleiche Antriebsbedingungen.
Auf jedem Typenhebel befinden sich in der Regel zwei Typen des gleichen Buchstabens übereinander, eine in Kleinschrift unten und darüber der Großbuchstabe. Die Umschaltung auf Großbuchstaben wird über die Umschalttaste ausgelöst: Dabei wird entweder die Schreibunterlage (Schreibwalze) angehoben oder das Typenhebelsegment abgesenkt.

## Schreibwalze
Die Schreibwalze ist ein mit einem dicken Gummibelag überzogener Stahlzylinder. Bei gewöhnlichen Typenhebelschreibmaschinen ist er wenig länger als ein DIN-A4-Blatt breit ist, so dass ein solches in ganzer Breite vom linken bis zum rechten Rand beschrieben werden kann. Maschinen mit Breitwagen sind für A4-Quer (entspricht A3 längs) vorgesehen. Das war die Bedingung für eine Schreibmaschine, um als Büroschreibmaschine zu gelten.
Gummischreibwalzen verschleißen mit der Zeit. Das Gummi wird hart und es entstehen, bedingt dadurch, dass bei Maschinen mit einer festen Schriftbreite die Typen immer wieder an derselben Stelle der Schreibwalze aufschlagen, mit der Zeit rillenartige Vertiefungen. Mit geeigneten Lösemitteln (seinerzeit Trichlorethylen und Perchlorethylen, nach deren Verbot später auch andere hochgiftige halogenhaltige Verbindungen) oder Brennspiritus werden die Schreibwalzen bei der Wartung gereinigt und aufgeraut. In ganz schlimmen Fällen kann die Walze auf einer Drehbank um ein paar Zehntelmillimeter abgeschliffen werden. Wenn auch das nichts mehr nutzt, muss der Gummibelag erneuert werden. Viele Autoreifenhersteller hatten in der Blütezeit der Schreibmaschine als Fachbetriebe für Gummi-Vulkanisation einen solchen Schreibwalzen-Service im Programm, so zum Beispiel die Continental AG.

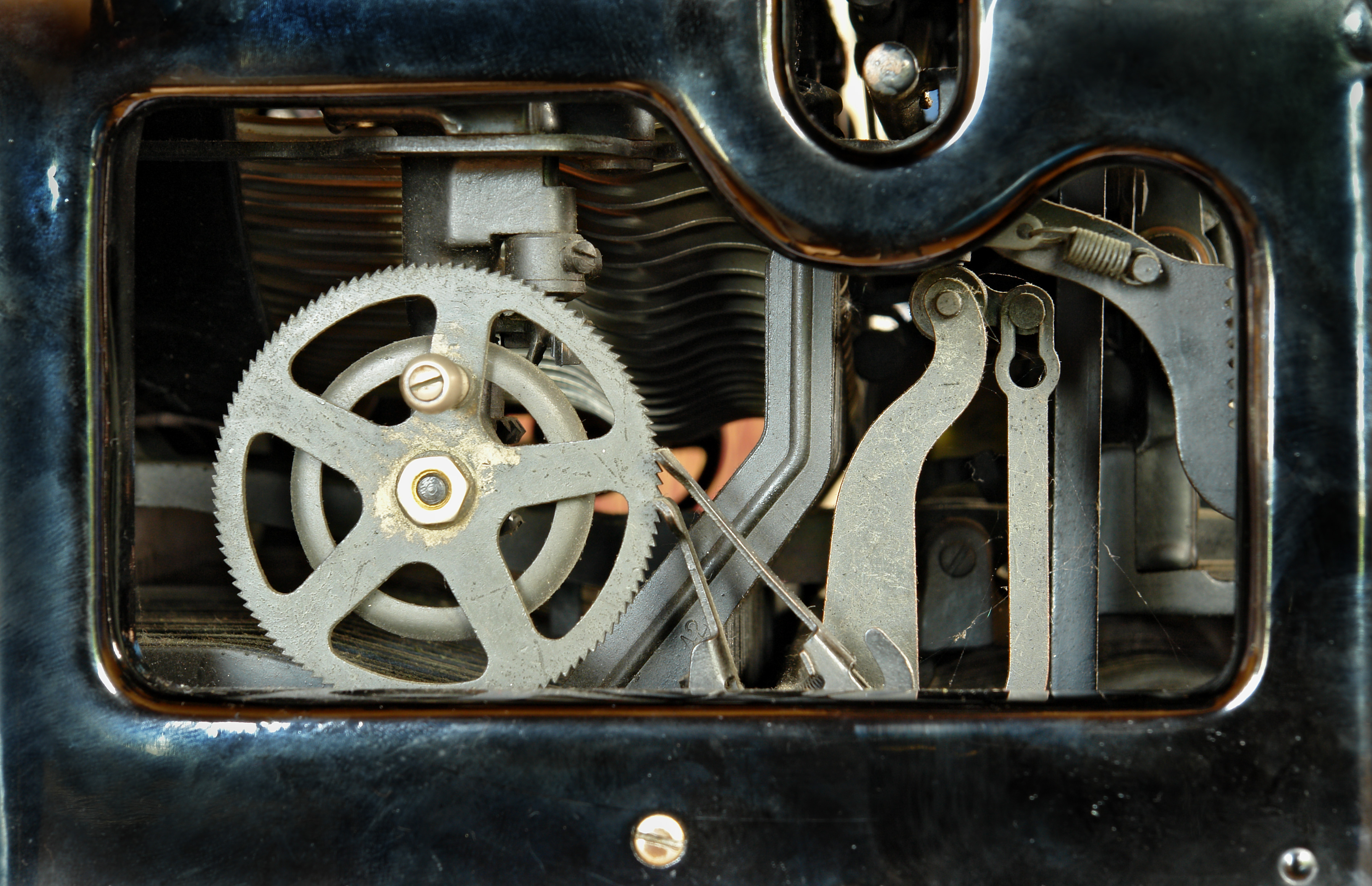
Mechanik für den Farbbandtransport

## Farbbandtransport, -hub und -umschaltung
Mit einer Type wird ein Zeichen mithilfe eines zwischen Type und Papier liegenden Farbbandes gedruckt. Dabei gibt das Band aus Naturseide, Baumwolle oder Nylon etwas Farbe, mit der es getränkt ist, an das Papier ab. Damit das Geschriebene sofort gelesen werden kann, wird das Farbband  mit der Farbbandgabel nur während des Aufschlagens der Type vor die Schreibstelle gehoben. Moderne Farbbänder haben oft in der oberen Hälfte eine andere Farbe als in der unteren Hälfte (meistens oben schwarz und unten rot) oder seit den 1980er-Jahren mitunter Schwarz und Korrekturweiß zum Überdecken falscher Zeichen. Der Benutzer der entsprechenden Schreibmaschine wählt die Farbe, indem er den Hub der Farbbandgabel einstellt. Bei ausgeschaltetem Hub wird ohne Farbe, zum Beispiel auf Dauerschablonen (sogenannte Wachsmatrizen) geschrieben.

## Wagen
Bei Typenhebelschreibmaschinen ist das Segment mit den Typenhebeln fest montiert, und die auf einem Schlitten, dem sogenannten Wagen, befestigte Schreibwalze bewegt sich mit dem Schreibpapier entgegen der Zeilenrichtung, das heißt bei jedem Zeichenanschlag einen Schritt nach links. Der Wagen wird von einem starken Uhrfederwerk gezogen, das sich aufzieht, wenn man den Wagen nach rechts (Zeilenanfang in Segmentmitte) schiebt.

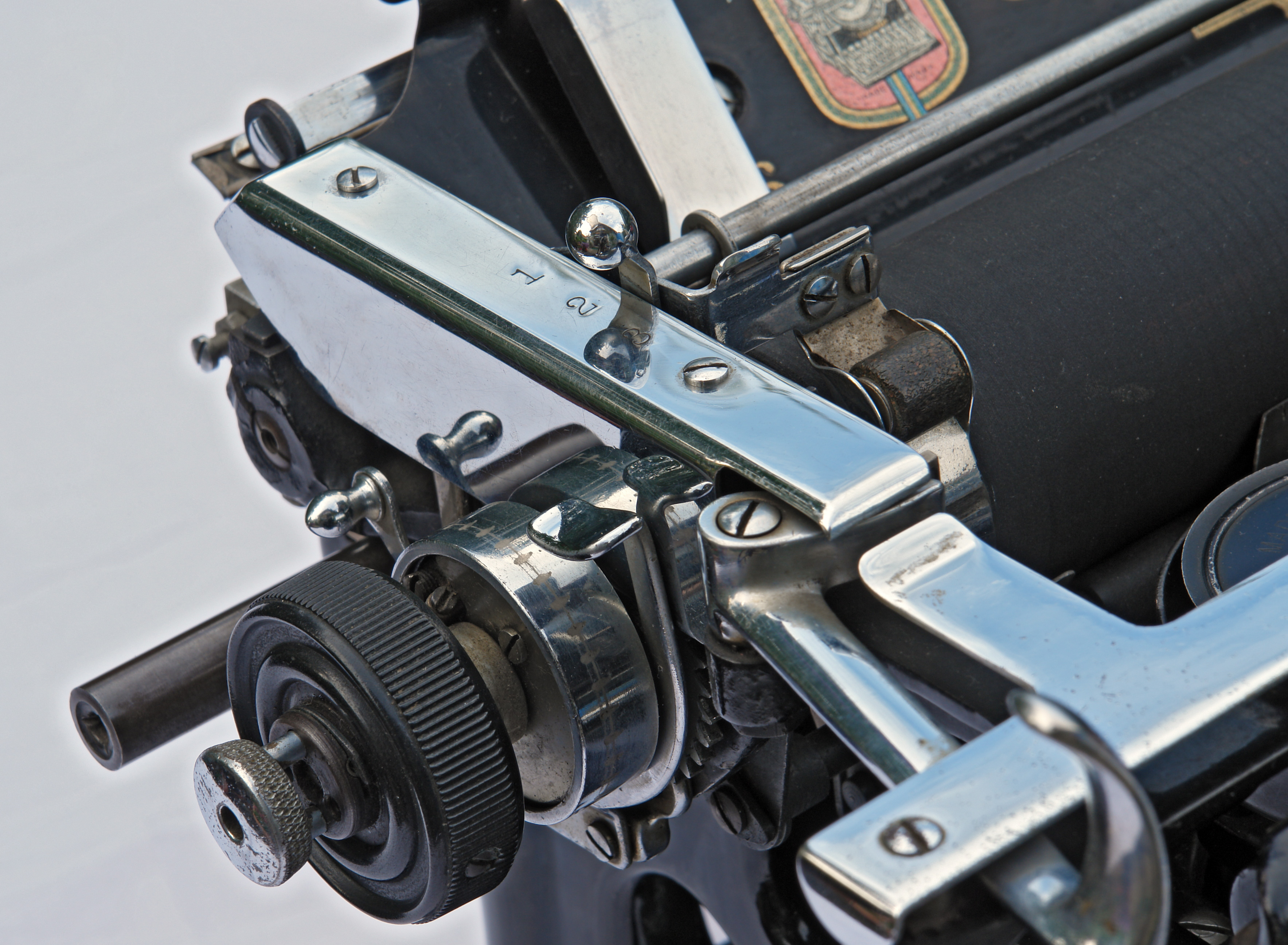
Detail des Wagens mit Gummischreibwalze, Zeilenabstandseinstellung (1-2-3), Zeilenschalthebel vorn, Stechwalze jedoch zum Herausziehen und Papierlösehebel (hinten),
um 1923

### Schrittschaltung des Wagens
Nach jedem Anschlag wird der Wagen zum nächsten, noch freien Platz für den nächsten Anschlag weiterbewegt. Die Schrittweite ist bei der Typenhebelschreibmaschine normalerweise konstruktionsbedingt fest definiert. Es gibt Modelle mit 10, 12 und 15 Zeichen pro Zoll (CPI). Manche Maschinen verfügen über eine zuschaltbare Sperrschriftfunktion, mit der jedes Zeichen zwei Schritte auslöst. Selten und mechanisch recht aufwendig ist die Schrittschaltung bei Maschinen mit einer Proportionalschrift. Dabei löst jedes Zeichen die zu ihm passende Schrittgröße aus.

### Zeilenschaltung des Wagens
Der Wagen wird zu Beginn einer neuen Zeile mit dem Zeilenschalthebel von Hand zurückgeschoben. Dabei wird auch die Schreibwalze um den vorher am Wagen einzustellenden Zeilenabstand weitergedreht. Gebräuchlich sind der einfache Zeilenabstand (DIN 5008) und 1,5 Zeilen. Bei vielen Maschinen kann man jedoch auch bis zu 2,5 Zeilen weiterschalten. Beim Zurückschieben des Wagens wird eine Uhrfeder aufgezogen, die die Schreibschritte des Wagens ermöglicht, die die Schaltnase des Typenhebels beim Anschlag gegen den hinter dem Segment liegenden Schaltbügel auslöst.
Die Schreibwalze kann auch unabhängig vom Zeilenschalthebel mit einem der Walzendrehknöpfe an ihrem rechten und linken Ende weitergedreht werden. Bei einer sogenannten Stechwalze lässt sich die Kupplung des Schaltzahnrades mit der Walze stufenlos verstellen und auf diese Weise zum Beispiel ein Formular mit vorgedruckten Zeilen in passender Höhe positionieren. Danach rastet das Zeilenschaltzahnrad wieder ein. Der sogenannte Walzenstechknopf zum momentanen Lösen der Kupplung befindet sich meistens im Zentrum des linken Walzendrehknopfes.

### Randeinstellungen
Die Schreibflächenränder werden bei den meisten Modellen durch am Wagen verschiebbare Randsteller festgelegt. Der linke Randsteller begrenzt für den Zeilenanfang den Wagenrückschub. Am rechten Rand werden schon die den Wagenvorschub auslösenden Tasten blockiert, was mit einer Glocke mechanisch angekündigt wird,  bevor noch etwa 10 Zeichen geschrieben werden können. Mit der Randlösetaste kann die Randsperre aufgehoben und es können noch einige wenige Zeichen weitergeschrieben oder mit ihnen vor dem linken Rand begonnen werden.

### Papiereinzugshebel
Die meisten Büroschreibmaschinen verfügen am Wagen über einen speziellen Papiereinzugshebel, um ein Blatt Papier einfach und schnell einzuspannen. Über ein Einstellrad kann mitunter vorgewählt werden, bis zu welcher Position das Blatt bei voller Bewegung des Hebels eingezogen werden soll.

### Papierlösehebel
Der Papierlösehebel löst die Andruckfedern, die die Andruckrollen von unten gegen die Schreibwalze drückt. Das dient dem schonenden Herausnehmen eines fertig beschriebenen Blattes Papier. Oft wird in Spielfilmen dargestellt, dass der Verfasser eines maschinengeschriebenen Schriftstückes einfach am Papier zieht und so das Blatt mit einem ratschenden Geräusch in der Zeilenschaltung aus der Maschine entfernt. Diese Art der Papierentnahme „dankt“ jede Schreibmaschine auf längere Sicht mit einer durch Verschleiß defekten Zeilenschaltung. Außerdem dient der Papierlösehebel dazu, ein schief eingespanntes Blatt Papier freizugeben, um es ausrichten zu können.

## Umschaltung

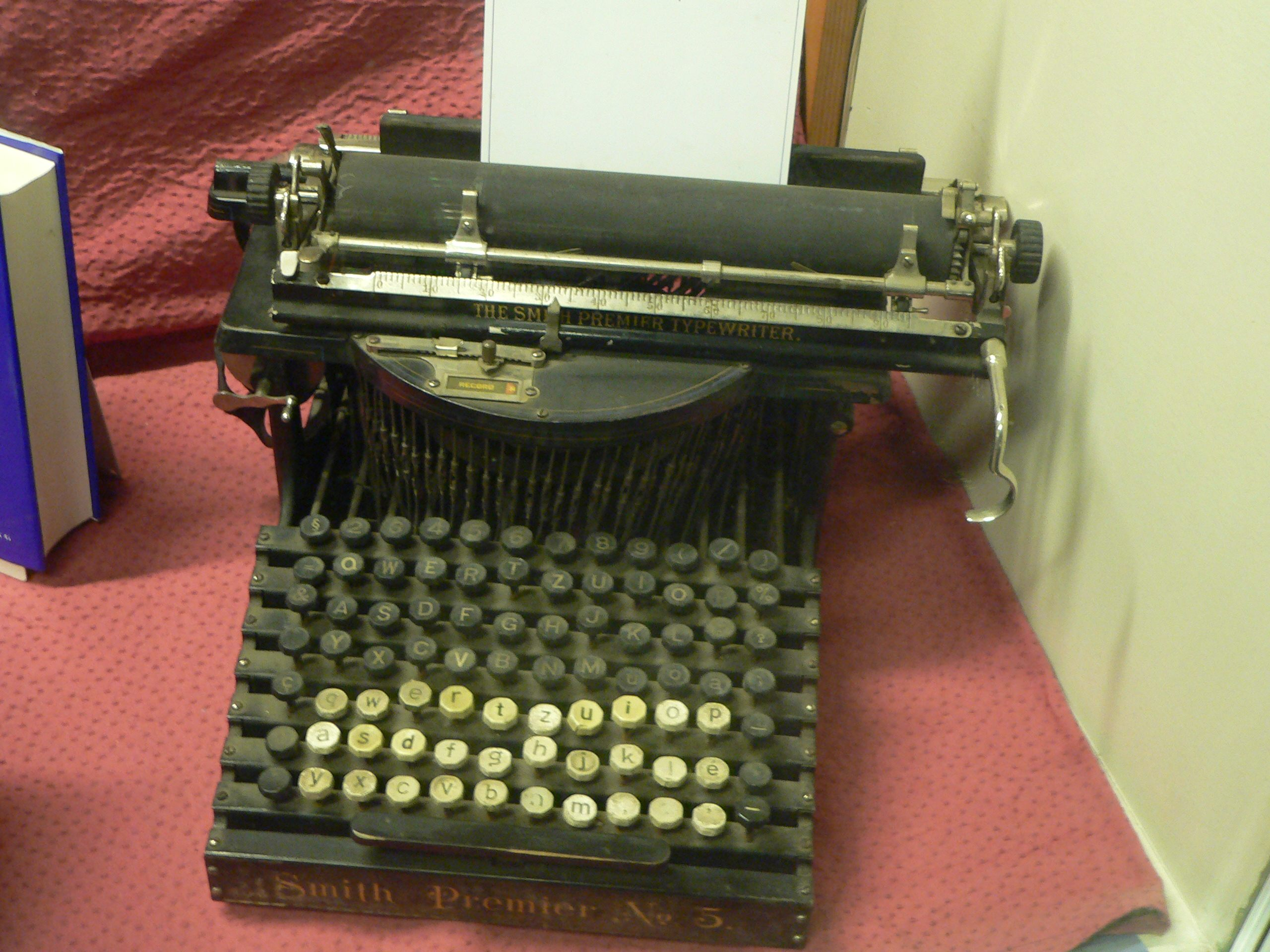
Smith Premier No. 3, 1901 – mit Volltastatur für Klein- und Großbuchstaben, 84 Tasten

Zum Umschalten zwischen Klein- und Großschrift (Absenken des Typenhebelsegments oder Anheben des Wagens mit Schreibwalze) wird unmittelbar vor dem Anschlag der Schreibtaste des Großbuchstabens eine Umschalttaste gedrückt. Zum Schreiben mit Zehnfingersystem gibt es zwei Umschalttasten, eine links und eine rechts im Tastenfeld. Über der linken Umschalttaste liegt der Umschaltfeststeller zum Arretieren der Großschreibung. Er ermöglicht fortschreitendes Großschreiben, ohne dass eine Umschalttaste ständig gedrückt werden muss.
Einige ältere Maschinen, die ein doppelt großes Tastenfeld (seinerzeit sogenannte Volltastatur) für getrennte Klein-/Großschreibung hatten, brauchten keine Umschalttaste.

## Besondere Tasten

### Leertaste
Die Leertaste bewegt den Wagen einen Schreibschritt weiter, ohne dass der Anschlag eines Zeichens ausgeführt wird. Häufig wird dies in zwei Teilschritten ausgeführt, d. h. der Wagen bewegt sich beim Niederdrücken der Leertaste um die Hälfte einer Zeichenbreite und beim Loslassen um ein weiteres halbes Zeichen. Dabei ist es möglich bei gedrückt gehaltener Leertaste weiter zu tippen. Dies ermöglicht beispielsweise im Blocksatz zu schreiben.

### Tottasten
Die Tottaste löst keine Schrittschaltung aus, aber ein Zeichen wird geschrieben. Das nächste Zeichen wird dann an derselben Stelle gedruckt. Tottasten werden für Akzentuierungen (Accent aigu, Accent grave, Accent circonflexe) gebraucht. Dazu schlägt man zunächst die akzentuierende bzw. Tottaste an und als Nächstes den zu akzentuierenden Buchstaben, der wie gewohnt wieder eine Schrittschaltung auslöst. Der Accent circonflexe wird aus dem Accent aigu und dem Accent grave, die sich auf einer gemeinsamen Tottaste befinden, zusammengesetzt. Die Taste wird nacheinander einmal ohne und einmal mit Umschaltung angeschlagen. Einige Schweizer Tastaturen haben außer den Akzent-Tottasten eine weitere Tottaste, um die in der deutschen Schrift mit einem Trema (zwei Punkte) geschriebenen Umlaute darzustellen.
Dem zu einer Tottaste gehörenden Typenhebel fehlt die Schaltnase, sodass der hinter dem Segment liegende Schaltbügel nicht getroffen wird.

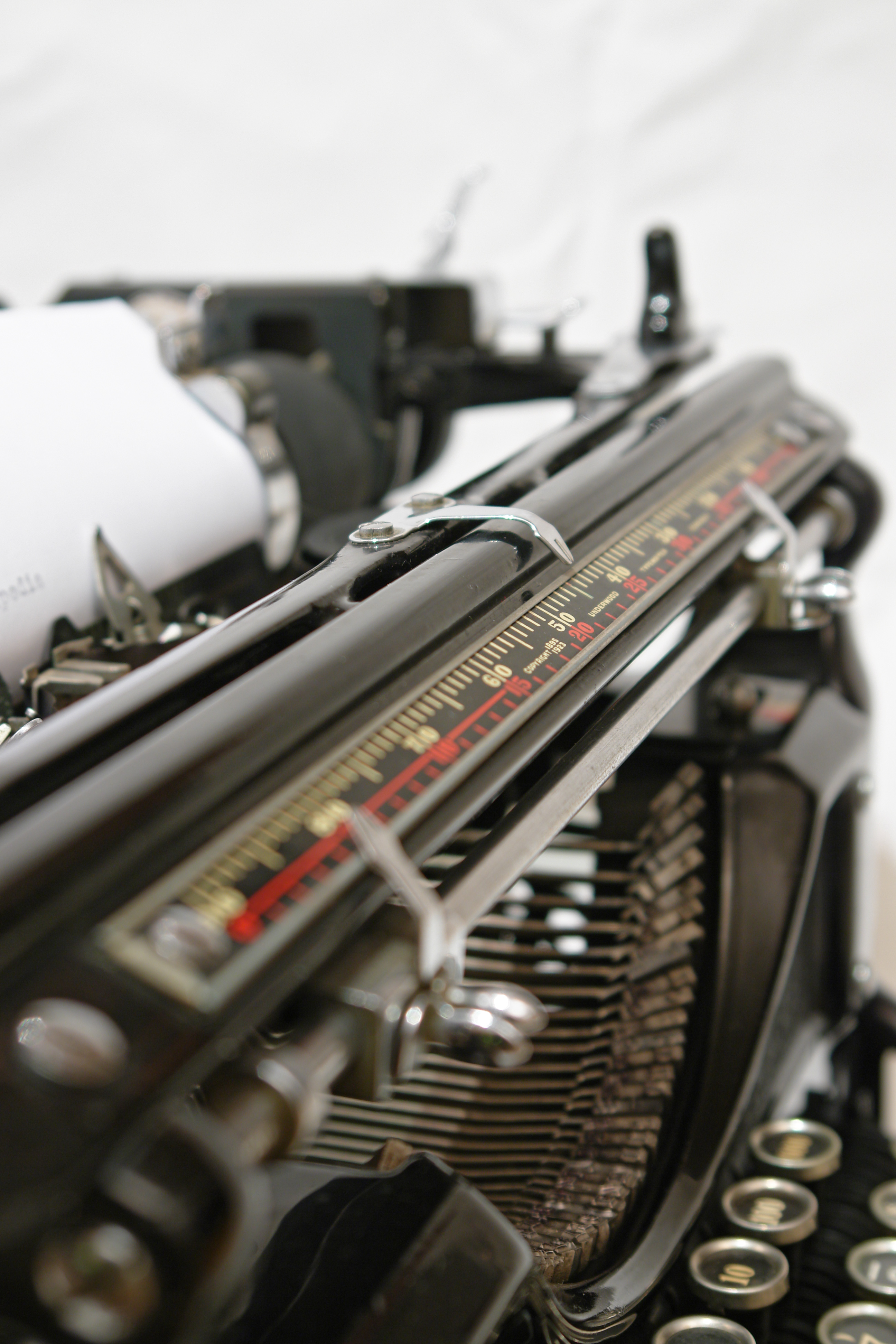
Randeinstellungen (oben)
Tasten für die Dezimaltabulatoren (unten)

## Tabulatoren

### Tabulator
Mit dem Tabulator (Tabuliereinrichtung) lassen sich zeitsparend Schriftzeichen in Spalten, z. B. in Listen und Tabellen anordnen. An jeder Stelle kann mit der Setztaste in einer Zeile ein sogenannter Tabulatorstopp gesetzt und mit der Löschtaste auch wieder entfernt werden. Der Tabulatorstopp ist ein kleiner Schieber an der Wagenrückseite, der in Arbeits- oder zurück in Ruhestellung geschoben wird. Möglich ist auch, mit einem „Gesamtlöscher“ alle gesetzten Tabulatorstopps gemeinsam zurückzuschieben. Beim weiteren Betätigen einer Tabulatortaste wird die Schrittschaltung ausgekuppelt, und der Wagen fährt bis zur nächsten gesetzten Tabulatorposition. Ist kein Tabstopp gesetzt, fährt der Wagen bis an den rechten Rand. Um bei den schweren Wagen der Büroschreibmaschinen eine zu große Geräuschentwicklung oder gar Beschädigungen zu vermeiden, wird beim Auskuppeln der Schrittschaltung meist eine Fliehkraftbremse eingekuppelt, die einen zu schnellen Wagentransport unterbindet.

### Dezimaltabulator
Der Dezimaltabulator ist eine Weiterentwicklung des Tabulators (s. o.), mit dem er in der Regel zusätzlich verwendet wird. Er ermöglicht, dass Zahlen stellenrichtig untereinandergeschrieben werden und dass das Dezimaltrennzeichen (im Deutschen ein Komma, im Englischen ein Punkt) in derselben Spalte untereinander steht. Es gibt je eine Dezimaltabulatortaste für 1er-, 10er-, 100er-, 1000er-, 10.000er- und 100.000er-Stellen (bei einigen Modellen sogar bis 100 Millionen). Will man zum Beispiel die Zahl 12.345,67 unter die Zahl 678,90 schreiben, so setzt man den Tabstopp üblicherweise auf die Position der Einerstelle und fährt die Position für 678,90 mit dem 100er-Tabulator an. Der Wagen kommt nun genau an der Position für die 6 zum Stehen. In der zweiten Zeile betätigt man dann folglich den 10.000er-Tabulator, womit der Wagen auf der Position der 10.000er-Stelle stehen bleibt.

## Elektromechanische Typenhebelschreibmaschine

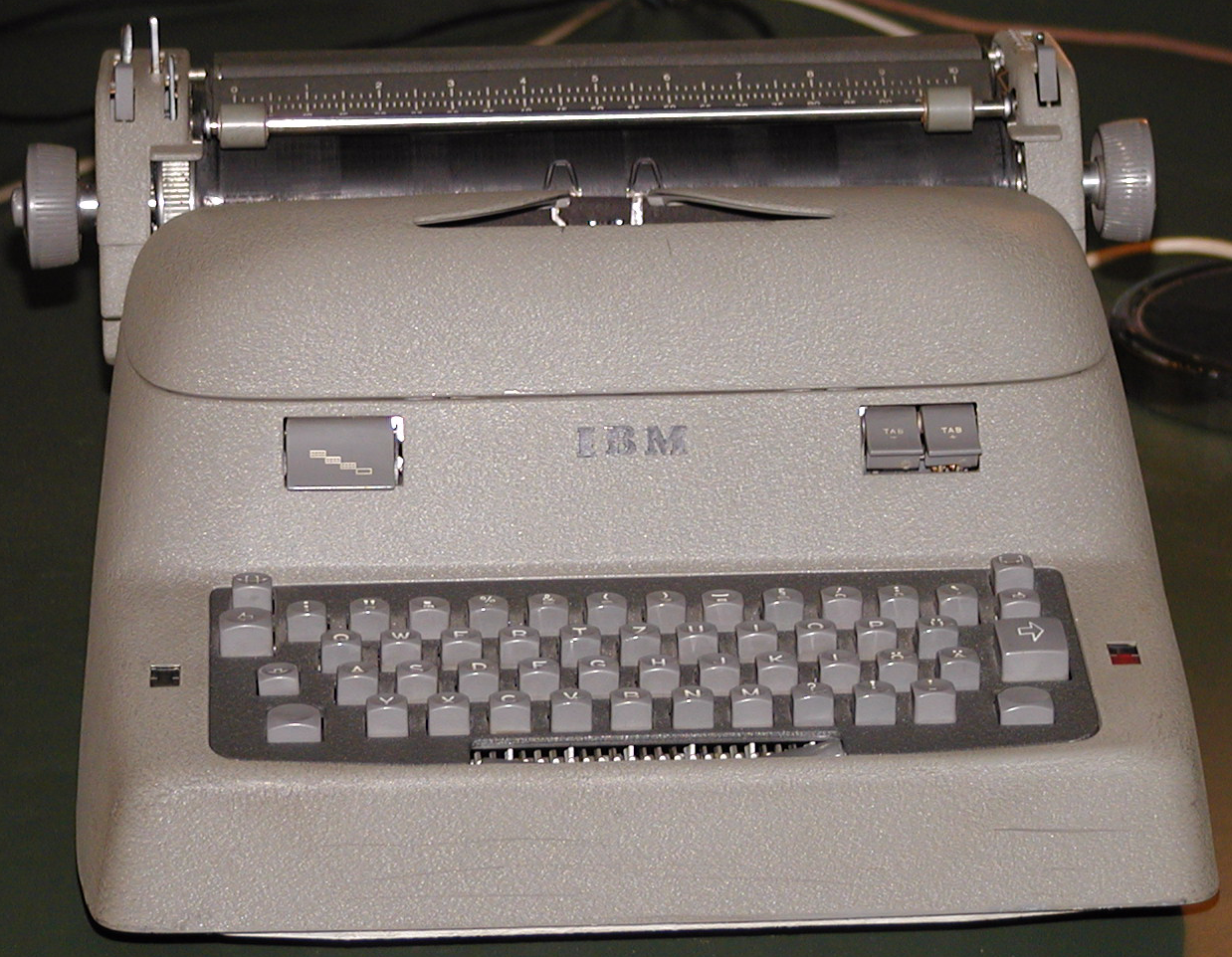
Elektromechanische IBM-Schreibmaschine aus den 1950er Jahren

Bei der elektromechanischen Typenhebelschreibmaschine wird das „Tippen“ von einem Motor unterstützt. Der Kraftaufwand zum Anschlagen der Tasten ist geringer als bei der rein handbetriebenen Typenhebelschreibmaschine. Die Typenhebel schlagen mit gleicher Kraft auf das Papier, was ein nahezu gleichmäßiges Schriftbild ergibt. Die Funktion der elektromechanischen Typenhebelschreibmaschine ist jedoch nicht grundsätzlich anders als die der handbetriebenen.

### Typenhebelantrieb
Als Antrieb dient ein Elektromotor, der eine quer in der Maschine liegende Welle antreibt. Bei der ursprünglichen Konstruktion ist dies eine Zahnwelle, die man sich als ein sehr breites Zahnrad vorstellen kann. Die Betätigung einer Schreibtaste wirkt nicht mehr direkt auf den Typenhebel, sondern löst einen Antriebshebel aus, der an die Zahnwelle herangeführt und von ihr mitgenommen wird. Der Antriebshebel wirkt auf einen Zwischenhebel, der über einen Zugdraht den Typenhebel zum Anschlag bewegt. Unmittelbar danach kuppelt der Antriebshebel aus und fällt in seine Ausgangsposition zurück.
Bei manchen Maschinen ist anstelle der größtenteils verschleißfreien Zahnwelle eine Gummiwalze eingebaut, die über einen sogenannten Rutsch- oder Reibhebel den jeweiligen Typenhebel antreibt. Dieses System ist zwar im Vergleich zur Zahnwelle verschleiß- und wartungsanfälliger, ermöglicht jedoch für jeden einzelnen Typenhebel die jeweilige Anschlagskraft separat einzustellen. Das Satzzeichen „Punkt“ zum Beispiel muss nicht mit derselben Kraft angeschlagen werden wie der Buchstabe „W“, um einen Abdruck mit gleich dichtem Farbauftrag auf dem Papier zu erzielen.
Manche Tasten wie zum Beispiel der Bindestrich und als umgeschaltetes Zeichen der Unterstreichungsstrich, aber auch „Doppelstrich“, „Punkt“ und „X“ können gegen einen leichten Widerstand hinter dem normalerweise definierten Druckpunkt der Tastatur etwas tiefer eingedrückt werden und lösen so eine automatische Anschlagwiederholung (Dauerfunktion) aus.
Bessere Modelle haben eine Tastensperre, die ein gegenseitiges Verklemmen zweier gleichzeitig angeschlagener Typenhebel verhindert. Wenn zwei Tasten zusammen angeschlagen wurden, wird die gesamte Tastatur für die Zeit einer Umdrehung der Antriebswalze blockiert.

### Wagenrücklauf
Der Wagen wird bei den elektrisch betriebenen Typenhebelschreibmaschinen motorisch zurückgeführt. Hierzu wird bei Betätigung der bei diesem Maschinentyp erstmals vorhandenen Wagenrücklauftaste eine Kupplung ausgelöst, die den Wagen mit Motorkraft zurückschiebt und einen Zeilenvorschub vollzieht. Diese Taste entspricht in ihrer Funktion der bei heute gebräuchlichen Computertastaturen vorhandenen Return- oder Enter-Taste.

### Umschaltung
Auch das Umschalten zwischen Klein- und Großbuchstaben wird bei den elektromechanischen Modellen motorisch unterstützt.